# Aksel Hennie
Aksel Hennie (født 29. oktober 1975 i Lambertseter, Oslo i Norge) er en norsk skuespiller, filminstruktør og manuskriptforfatter, der sandsynligvis er bedst kendt fra krigsfilmen Max Manus fra 2008, komediefilmene Jonny Vang, Buddy fra 2003 og dramafilmen Uno fra 2004, som han selv har skrevet og instrueret.

## Tidlige liv og graffiti
Hennie voksede op i Lambertseter, Oslo i Norge, og da han kom i teenageårene, begyndte han at leve småkriminelt. Da Hennie var kun 17 år blev han i juli 1993, taget på fersk gerning på Ski station sammen med et ti andre venner, mens de taggede flere af NSBs forstadstoge. I slutningen af teenageårene da Hennie var 20 år blev han den 12. juni 1996, dømt til 7 måneders betinget fængsel for tagging, og udstøt af miljøet han tilhørte, fordi han tilstod for politiet. Det lagde grundlaget for sucsessfilmen Uno. I filmen spiller Hennie den unge knægt David, der tilhører et organiseret, kriminelt kropsbyggermiljø. Flere af personerne i den tidligere kreds omkring ham, er i dag en del af det politiet betegner som bande- og ransmiljøet i Østlandet. Dommen mod Hennie var en af de første taggerdommene i Norge og den 3. højeste nogensinde, da den var på et sekscifret beløb.

## Karriere
Hennie er uddannet ved Statens teaterhøgskole i Oslo og har medvirket flere i centrale roller på scenen som blandt andet Flammefjes og Lomman full av stein ved Teatret Vårt, samt Svart mjølk og Kaos er granne med Gud ved Det Norske Teatret.
Han har mevirket i en række film; blandt andet 1732 Høtten (1998), Jonny Vang (2003), Buddy (2003), Hawaii, Oslo (2004), Den som frykter ulven (2004), hvor han spillede sammen med Lars Bom og Uno fra 2004 som han i tillæg instruerede og skrev manuskript til. 
Efter Jonny Vang gik karrieren hurtig for Hennie. Han medvirkede blandt andet i Ulvesommer og Buddy. I sidstnævnte, instrueret af Morten Tyldum, spillede han rollen som den unge plakat-opsætter Geir, sammen med den nye genarations Norge|norske successkuespillere Nicolai Cleve Broch og Anders Baasmo Christiansen. Filmen blev en stor succes i Norge og fik rigtig god kritik. Hennie gennemførte næsten alle sine egne stunts selv, der blandt andet bestod i at lave skateboardstunts og balancetricks oppe på en kran. Da filmen blev introduceret for det svenske, danske og finske biografmarket blev resultatet imidlertid overraskende nedslående.
Hennie har siden 2005 også været involveret i adskillige produktioner af reklamefilm som han har medvirket i og instrueret. Hans seneste projekter er reklamer for Lotto. Fra 2006 – 2007 spillede han Hamlet på Oslo Nye Teater, og i 2007 var han aktuel i miniserien Torpedo.
I 2006, blev Hennie tilbudt at spille rollen som Varg Veum i filmatiseringen af bøgerne af samme navn, men Hennie var også blev tilbudt en anden hovedrolle i film Lønsj, som han vil være aktuel i til februar 2008.
I 2008 spillede Hennie også i drama filmen Max Manus, som hovedrollen Max Manus. Filmen blev instrueret af Joachim Rønning og Espen Sandberg. Max Manus (1914-1996), var en norsk modstandsmand, der blandt andet var løjtnant i Kompani Linge. Han medvirkede som hovedrollen i filmen I et speil i en gåte (2008), instrueret og skrevet af danske Jesper W. Nielsen.

## Klovner i Kamp
Hennie har op til flere gange arbejdet sammen med den norske hiphopgruppe Klovner i Kamp. Han debuterede som musikvideoinstruktør i 2005, da han instruerede videoen til deres single, ”Syng”. I 2003, medvirkede han også i musikvideoen Konger i kamp, hvor han spiller en operationspatient, der bliver opereret af Dr. S (Sveinung Eide), der også er med i bandet. I filmen Buddy, er der også en scene hvor Hennie i rollen som Geir synger med på deres sang Showbizz. 
I 2005 lavede han i samarbejde med Dansken (Esben Selvig) fra Klovner i Kamp den norske version af Anders Matthesens animationsfilm Terkel i knibe. Hennie indtalte ligesom Matthesen selv alle stemmerne, og oversatte dem fra dansk sammen med Selvig, der oprindeligt kommer fra Danmark.

## Filmografi

### Skuespiller
- 2011 Hovedjægerne (Roger Brown)
- 2011 Age of Heroes (Steinar Mortensen)
- 2010 En ganske snild mand
- 2010 Det regner kjøttboller (stemme)
- 2008 I et speil i en gåte (Engel)
- 2008 Max Manus (Max Manus)
- 2008 Lønsj (Christer)
- 2007 Torpedo (Sebastian) (Mini-serie) (TV)
- 2005 De vanskeligste ordene i verden (Mannen)
- 2005 Terkel i knibe (norske stemmer, samtlige rollefigurer)
- 2004 Uno (David)
- 2004 Hawaii, Oslo (Trygve)
- 2004 Den som frykter ulven (Stefan)
- 2004 Si at alt går bra (Smith)
- 2003 Buddy (Geir)
- 2003 Ulvesommer (Pål)
- 2003 Jonny Vang (Jonny Vang)
- 2002 Anolit (Stefan)
- 2001 Guggen - Du store gauda (stemme)
- 2001 Josefine i Gulrotparken (Mikkel Rev, Pelle Pinsvin) (stemme) (Computerspil)
- 2000 Fort Forover (Even)
- 1998 1732 Høtten (Arnt-Olaf)
- 1998 One Night with You (Anders)

### Instruktion
- 2004 Uno
- 2005 Us Annexed af Grand Island – musikvideo
- 2005 Syng af Klovner i Kamp – musikvideo

### Manuskript
- 2004 Uno
- 2005 Us Annexed af Grand Island – musikvideo
- 2005 Syng af Klovner i Kamp – musikvideo

## Priser
I 2003 blev Hennie en af Europas ”Shooting Star”, ved den internationale festival i Berlin, med en lang række andre kendte skuespillere.
- Andre priser Hennie har modtaget gennem sin karriere:
- 2003 Modtog Amandaprisen (den norske filmpris) for årets mandlige hovedrolle for sin rolle i Jonny Vang.
- 2004 Modtog skuespillerprisen ved den italienske filmfestivalen EuropaCinema.
- 2004 EuropaCinema, Viareggio: Best Actor
- 2004 Molodist Kiev Film Festival, Ukraina: FIPRESCI-prisen
- 2004 Molodist Kiev Film Festival, Ukraina: Prize to the best young actor to Aksel Hennie
- 2004 Nordische Filmtage Lübeck: Church Film Prize
- 2005 Motog Amandaprisen for bedste instruktion for filmen Uno.
- 2005 Festival Premiers Plans d'Angers, France: Prix Special du Jury
- 2005 Cinequest Film Festival: Best First Feature Award
- 2005 Nordic Film Festival, Rouen, France: Grand Prix du Jury
- 2005 Modtog Folkets filmpris under Den norske filmfestivalen i Haugesund
- 2005 Kosmorama Film Festival, Trondheim: Kanon Award for Best Film, awarded by the readers of Adresseavisen
- 2005 Kosmorama Film Festival, Trondheim: Kanon Award for Best Main Actor
- 2005 Kosmorama Film Festival, Trondheim: Kanon Award for Best Script
- 2005 Palic International Film Festival: Silver Tower
- 2009 Blev han tildelet Amandaprisen for bedste mandlige hovedrolle i filmen Max Manus (som også fik prisen for bedste film den samme dag)